# 下渡乡
下渡乡，是中华人民共和国四川省乐山市犍为县曾经下辖的一个乡。2019年12月，撤销下渡乡，将原下渡乡下渡口街社区、凯旋村、柏杨村、石龙村、文碧村、向荣村所属行政区域划归玉津镇管辖，原下渡乡沙坝村、中和村和石溪镇石马村所属行政区域划归舞雩镇管辖。

## 行政区划
下渡乡撤销前下辖以下地区：
下渡口街社区、文碧村、石龙村、永忠村、凯旋村、向荣村、双河村、三合村、共和村、沙坝村、中和村和柏杨村。